# 小倉優佳
小倉 優佳（おぐら ゆうか、1999年5月31日 - ）は、東京都出身の子役出身の女優である。東京音楽大学声楽科卒業。

## 出演

### 舞台・ミュージカル
- GIFT (2008年) - 未久役　《銀河劇場》
- 奇蹟の人 (2009年) - セアラ役 《シアターコクーン 他》
- 葉っぱのフレディ〜いのちの旅〜（2010.2012年） - 春組ダニエル役 .春組クレア役 《シアター1010 他》
- SEMPO ~杉原千畝物語~ (2013年) 《新国立劇場》
- レ・ミゼラブル　(2019年) -若い娼婦役 《帝国劇場 他》
- ミュージカル ゴヤ-GOYA- (2021年) -ペピータ役 《日生劇場》
- ミュージカル CROSS ROAD (2022年.2024年) 《シアタークリエ 他》
- ミュージカル シンデレラストーリー (2022年) 《青年館 他》
- 最高のオバハン　中島ハルコ（2023年） - 久坂心那 役 《シアター1010 他》
- ミュージカル SPY×FAMILY (2023年.2025年) 《帝国劇場 他 2023年 日生劇場 他 2025年》
- ミュージカル ナミヤ雑貨店の奇蹟 (2025年) 《全労済スペースゼロ》

### CM
- クリミオ「パラソル編」